# Петакки, Алессандро
Алесса́ндро Пета́кки (итал. Alessandro Petacchi; 3 января 1974, Специя, Лигурия) — итальянский шоссейный велогонщик, один из сильнейших спринтеров начала XXI века. Имеет в своём активе 6 побед на этапах Тур де Франс, 22 победа на этапах Джиро д'Италия и 20 выигранных этапов на Вуэльте. Также побеждал в спринтерских зачетах на Джиро 2004, Вуэльте 2005 и Туре 2010. Выиграл две классические гонки: Милан — Сан-Ремо (2005) и Париж — Тур (2007).